# James F. Moriarty
James F. Moriarty é um oficial de serviço diplomático dos Estados Unidos com o cargo de Ministro-Conselheiro. De 2004 a 2007 foi embaixador dos Estados Unidos no Nepal e de 2008 a 2011 foi o embaixador dos Estados Unidos no Bangladesh.

## Vida pessoal
Moriarty fala chinês, nepalês, urdu, francês e bangla. É casado com Lauren Moriarty.
Entre os inúmeros prêmios com que foi distinguido há distinções individuais do Departamento de Estado Superior Honor Awards por seu trabalho na China 2000 e na Jugoslávia em 1993. Por seus relatórios e análises no Paquistão, Moriarty ganhou o prêmio do Diretor-Geral em 1987 como melhor avaliador do Departamento de Estado.